# جوزيف الهاشم
جوزيف الهاشم الملقب باسم (زغلول الدامور) (1925 - 27 يناير 2018) هو شاعر لبناني من أشهر شعراء الزجل. ولد جوزيف الهاشم في بلدة البوشرية بقضاء المتن سنة 1925. والده مخايل الهاشم من الدامور ووالدته سيسيليا جرجورة العيراني من عاريا. تلقى علومه في مدرسة جديدة المتن الكبرى التي كان يديرها الخوري الشاعر يوسف عون وكان من التلاميذ المجلين، وفي سن التاسعة تفتحت لديه موهبة الشعر فكان يفترش الأرض بين الصنوبر حاملًا قلمًا وورقة يدون عليها ما يتفتق له من أبيات يرددها حتى أصبح معلموه ورفاقه يقولون فيه: «هيدا الصبي ابن الداموري مزغلل وعم يكتب شعر»، ومن يومها عرف بلقب زغلول الدامور. توفي يوم السبت 27 يناير 2018.